# 1922 na televisão

## Nascimentos
| Data           | Nome                 | Profissão                        | Nacionalidade            | Observações | Ref    |
| -------------- | -------------------- | -------------------------------- | ------------------------ | ----------- | ------ |
| 17 de janeiro  | Betty White          | atriz, comediante, apresentadora | Estados Unidos           | m. 2021     | [ 1 ]  |
| 21 de janeiro  | Telly Savalas        | ator de televisão e cinema       | Estados Unidos           | m. 1994     | [ 2 ]  |
| 4 de abril     | Dionísio Azevedo     | ator e diretor                   | Brasil                   | m. 1994     | [ 3 ]  |
| 15 de abril    | Michael Ansara       | ator                             | Estados Unidos           | m. 2013     | [ 4 ]  |
| 27 de maio     | Christopher Lee      | ator, cantor e escritor          | Reino Unido              | m. 2015     | [ 5 ]  |
| 2 de junho     | Carmen Silvera       | atriz                            | Canadá                   | m. 2002     | [ 6 ]  |
| 9 de julho     | Angelines Fernández  | atriz                            | México · Espanha (nasc.) | m. 1994     | [ 7 ]  |
| 8 de agosto    | Rory Calhoun         | ator                             | Estados Unidos           | m. 1999     | [ 8 ]  |
| 23 de agosto   | Tônia Carrero        | atriz                            | Brasil                   | m. 2018     | [ 9 ]  |
| 28 de agosto   | Jacira Sampaio       | atriz                            | Brasil                   | m. 1998     | [ 10 ] |
| 1 de setembro  | Yvonne De Carlo      | atriz                            | Canadá                   | m. 2007     | [ 11 ] |
| 7 de setembro  | Paulo Autran         | ator                             | Brasil                   | m. 2007     | [ 12 ] |
| 11 de outubro  | Samuel dos Santos    | ator                             | Brasil                   | m. 1993     | [ 13 ] |
| 14 de dezembro | J. Silvestre         | ator e apresentador de TV        | Brasil                   | m. 2000     | [ 14 ] |
| 28 de dezembro | Mariana Rey Monteiro | atriz                            | Portugal                 | m. 2010     | [ 15 ] |

## Mortes
| Data | Nome | Profissão | Nacionalidade | Observações | Ref |
| ---- | ---- | --------- | ------------- | ----------- | --- |